# Jenny Oaks Baker
Jenny Oaks Baker   (Provo, 27 de maig de 1975) és una violinista estatunienca.

## Carrera musical
Baker (cognom de soltera Oaks) va començar a tocar el violí als quatre anys i va debutar en solitari en orquestra el 1983 als vuit anys. També va guanyar diversos premis en la seva joventut.Amb Shadow Mountain Records, ha publicat dotze àlbums. El seu primer àlbum, On Wings of Song (1998), va rebre dos Premis Pearl de la FCMA.El seu àlbum, Wish Upon a Star: A Tribute to the Music of Walt Disney, va obtenir una nominació a la 54a cerimònia dels premis Grammy al millor àlbum instrumental de pop.Diversos dels seus àlbums han aparegut a les llistes de Billboard, inclòs el seu àlbum del 2010 Then Sings My Soul; el seu àlbum del 2012, Noël: Carols of Christmas Past que va ser produït i arranjat pel compositor Kurt Bestor amb el vocalista Alex Sharpe; i el seu àlbum Classic: The Rock Album.
Ha actuat com a solista al Carnegie Hall, Lincoln Center, Strathmore Hall, a la Biblioteca del Congrés dels Estats Units i com a solista convidada a la National Symphony Orchestra, Orquestra Simfònica de Jerusalem, Orquestra Simfònica de Pittsburgh, San Diego Symphony, Utah Symphony i el Cor del Tabernacle Mormó. També ha estat presentada en retransmissions de televisió i ràdio a nivell nacional. El seu especial per a In Performancede la BYU Television, "Silver Screen Serenade", inclou Baker interpretant música del seu àlbum del mateix nom de 2008. Ha col·laborat amb Gladys Knight, Marvin Hamlisch, Lisa Hopkins Seegmiller, Kurt Bestor, Mike Masse, i l'exsecretària d'Estat Condoleezza Rice.
La música de Baker ha aparegut a les bandes sonores de moltes pel·lícules, inclosa la minisèrie de documentals de Helen Whitney per a la PBS The Mormons (2007), el film del 2011 T. C. Christensen, 17 Miracles, el film del 2015 The Cokeville Miracle i el film Christmas Eve de Mitch Davis (2015) que també compta amb el seu debut com a personatge violinista, Mandy.
Baker va exercir de jutge al Concurs Internacional de Violí Stradivarius del 2007. L'abril de 2008, el llavors governador de Utah, Jon Huntsman, li va atorgar el premi Governor's Mansion Artist per l'excel·lència en l'expressió artística.
Durant set anys, Baker va actuar com a primera violinista a la National Symphony Orchestra abans de renunciar-hi el 2007 per dedicar més temps a la seva família.

## Vida personal
Baker és filla de Dallin H. Oaks, antic president de la Universitat Brigham Young i jutge del Tribunal Suprem de Utah, que ara és el segon líder de l'Església de Jesucrist dels Sants dels Darrers Dies (Església Mormona) i June Oaks (cognom de soltera Dixon).És membre de l'Església Mormona i exalumna de l'East High School de Utah (1993).Va obtenir el grau de Bachelor of Music n interpretació de violí al Curtis Institute of Music (Filadèlfia, 1997)i un Master of Music a la Juilliard School (Nova York, 1999).
Baker està casada amb Matthew Baker.Viuen a Utah amb els seus quatre fills: Laura, Hannah, Sara i Matthew Jr,que actuen amb ella en dos discos i en concert com a "Family Four".
Entusiasta partidària de l'expresident Donald Trump, va actuar en una concentració dels Sants dels Darrers Dies per a Trump a Mesa, Arizona, el 2020.

## Discografia

### Com a solista
- On Wings of Song (1998)
- Songs My Mother Taught Me (1999)
- Where Love Is (2000)
- American Tapestry (2001)
- The Light Divine (2003)
- The Best of Jenny Oaks Baker (2005)
- O Holy Night (2007)
- Silver Screen Serenade (2008)
- Then Sings My Soul (2010)
- Wish Upon a Star: A Tribute to the Music of Walt Disney (2011)
- Noel: Carols of Christmas Past (2012)
- Classic: The Rock Album (2014)
- My Home Can Be a Holy Place (2015)
- Awakening (2016)
- The Spirit Of God (2018)
- Epic (2020)

### Jenny Oaks Baker & Family Four
- Jenny Oaks Baker & Family Four (2019)
- Joy to the World (2020)

## Filmografia
| Film | Film          | Film  |
| Any  | Títol         | Paper |
| ---- | ------------- | ----- |
| 2015 | Christmas Eve | Mandy |

## Premis i nominacions

### Premis Grammy
Els premis Grammy són atorgats anualment per l'Acadèmia Nacional de les Arts i de les Ciències dels Estats Units.
| 2012 | Wish Upon a Star: A Tribute to the Music of Walt Disney | Millor àlbum instrumental de pop | Nominada |

### Altres premis
- Solistes de Concert - Concurs nacional de corda d’artistes joves - Guanyadora
- Concurs National Music Camp Concerto - Guanyadora
- Concurs Utah Symphony Guild - Guanyadora
- Concurs internacional de corda de Kingsville: distinció
- Concurs internacional de corda Irving M. Klein (1996) - Premi Michaelian
- Premi Governor's Mansion Artist (2008)